# Carretera Interoceánica
La Carretera Interoceánica (in portoghese Estrada do Pacífico) sarà l'asse di connessione tra il Brasile e il Perù senza passare per la Bolivia. Essa è stata concepita come un asse di sviluppo strategico-economico per i paesi sudamericani Brasile e Perù, visto che entrambi i paesi avranno l'accesso ai due oceani per favorire ed incentivare gli scambi commerciali, non solo tra i due paesi stessi, ma anche verso gli altri continenti. Il Perù avrà una connessione più diretta verso l'Africa e l'Europa, mentre il Brasile avrà una connessione più diretta con l'Oceania e l'Asia.
Il suo costo totale supera gli 800 milioni di dollari.

## Storia

### Prima unione viaria
Il Brasile iniziò la costruzione di un ponte sopra il río Acre che unirà il paese peruviano di Iñapari con il paese brasiliano di Assiz. Fu inaugurato a novembre del 2005 in presenza del presidente peruviano Alejandro Toledo, del presidente del Brasile Lula da Silva e del presidente della Bolivia Eduardo Rodríguez Veltzé.

### Importanza storica
La costruzione di questa strada costituisce la prima opera viaria trilaterale del sudamerica, tra membri dell'Unione delle Nazioni Sudamericane. È un'opera concreta che riflette le eccellenti relazioni internazionali tra Brasile e Perù. Si noti che è un progetto aperto da 30 anni, ma che non fu mai portato a termine a causa dei problemi politici occorsi in Perù durante questo lasso di tempo.

## Dati
- L'autostrada Interoceanica misurerà 2600 km e includerà 22 ponti in differenti punti dell'asse viario.

- Permetterà al Brasile di ottenere il tanto sospirato accesso all'oceano Pacifico attraverso i porti peruviani di Marcona, Matarani e Ilo.

## Critiche
Secondo alcuni analisti dei due paesi, la sua costruzione non ha previsto un possibile impatto ambientale, visto che attraverserà parte del territorio del Cusco e dell'Altiplano Andino.
Da un altro punto di vista, questo tipo di strada permetterà la comunicazione di vari paesi sudamericani tra i quali aumenteranno i commerci.